# L'Aldosa de La Massana
L'Aldosa de La Massana (anteriormente l'Aldosa) es un núcleo de población del Principado de Andorra situado en la parroquia de La Massana. En el año 2013 tenía 808 habitantes.
Después de la aprobación del Nomenclàtor d'Andorra del año 2010, a la población se le añadió el término "de la Massana" para diferenciarlo de L'Aldosa de Canillo.
En ella se encuentra la iglesia de San Ermengol.